# Kočevsko polje
Kočevsko polje je netipično kraško polje ob prelomnici dinarske smeri. Dolgo je 18 km in široko 5 km, ter je s svojimi 60-100 km2 več ali manj ravnega dna največje kraško polje na Slovenskem. Polje je manj izkrčeno in manj poseljeno od sosednjega Ribniškega. Osrednji, poglobljeni in tektonsko zasnovan je ravninski del, kjer je večina najboljše kmetijske zemlje in najgostejša poselitev. Gručasta in deloma obcestna naselja imajo svojstveno tlorisno zasnovo in arhitekturo. Na zahodni strani polja predstavlja ravnina s strmim pobočjem Stojne poudarjen rob in prav posebno, izrazito krajinsko prvino. Vijugasti tok Rinže ustvarja posebno ekološko značilnost nižinskega dela. Sredi polja je razvodnica med Krko in Kolpo - Željnski potok teče pod zemljo v izvir Radeščice, ki je pritok Krke. Menjava njiv in pašnikov z vmesnimi pasovi gozda ustvarja izrazito pokrajinsko pestrost. Pokrajinska podoba se proti jugovzhodu polagoma spreminja, veča se delež gozda in ravninskih značilnosti je vedno manj. Na njem se severovzhodno od Kočevja nahaja tudi Rudniško jezero, ki je nastalo v kotanji dnevnega kopa po opustitvi rudnika rjavega premoga.